# Fußball-Europameisterschaft der Frauen 2013/Gruppe A
Dieser Artikel umfasst die Spiele der Vorrundengruppe A der Fußball-Europameisterschaft der Frauen 2013 mit allen statistischen Details.
| Pl. | Land     | Sp. | S | U | N | Tore    | Diff. | Punkte |
| --- | -------- | --- | - | - | - | ------- | ----- | ------ |
| 1.  | Schweden | 3   | 2 | 1 | 0 | 009:200 | +7    | 07     |
| 2.  | Italien  | 3   | 1 | 1 | 1 | 003:400 | −1    | 04     |
| 3.  | Dänemark | 3   | 0 | 2 | 1 | 003:400 | −1    | 02     |
| 4.  | Finnland | 3   | 0 | 2 | 1 | 001:600 | −5    | 02     |

## Italien – Finnland 0:0
| Italien                                              | Italien | Finnland | Finnland | Aufstellung                        |
| ---------------------------------------------------- | --- | --- | -------- | ---------------------------------- |
| Italien                                              | \| 10. Juli 2013 um 18:00 Uhr in Halmstad (Örjans vall) \| \| Zuschauer: 3.011 \| \| Schiedsrichterin: Teodora Albon ( Rumänien) \| \| Spielbericht \|                                                                                            | \| 10. Juli 2013 um 18:00 Uhr in Halmstad (Örjans vall) \| \| Zuschauer: 3.011 \| \| Schiedsrichterin: Teodora Albon ( Rumänien) \| \| Spielbericht \| | Finnland | Aufstellung Italien gegen Finnland |
| Italien                                              | Chiara Marchitelli – Raffaella Manieri, Roberta D’Adda, Cecilia Salvai, Elisa Bartoli – Alice Parisi, Daniela Stracchi, Alessia Tuttino – Elisa Camporese (70. Sandy Iannella), Patrizia Panico , Melania Gabbiadini Cheftrainer: Antonio Cabrini | Tinja-Riikka Korpela – Susanna Lehtinen, Laura Kivistö, Anna Westerlund, Tuija Hyyrynen – Emmi Alanen, Annika Kukkonen, Nora Heroum, Marianna Tolvanen (73. Natalia Kuikka) – Annica Sjölund (61. Jaana Lyytikäinen) – Sanna Talonen Cheftrainer: Andrée Jeglertz ( Schweden) | Finnland | Aufstellung Italien gegen Finnland |
| Italien                                              | Camporese (24.) | Alanen (45.+1′), Westerlund (47.), Lyytikäinen (62.) | Finnland | Aufstellung Italien gegen Finnland |
| Italien                                              | Spieler des Spiels: Anna Westerlund | | Finnland | Aufstellung Italien gegen Finnland |
| 10. Juli 2013 um 18:00 Uhr in Halmstad (Örjans vall) | | |          |                                    |
| Zuschauer: 3.011                                     | | |          |                                    |
| Schiedsrichterin: Teodora Albon ( Rumänien)          | | |          |                                    |
| Spielbericht                                         | | |          |                                    |

## Schweden – Dänemark 1:1 (1:1)
| Schweden                                              | Schweden | Dänemark | Dänemark | Aufstellung                         |
| ----------------------------------------------------- | --- | --- | -------- | ----------------------------------- |
| Schweden                                              | \| 10. Juli 2013 um 20:30 Uhr in Göteborg (Gamla Ullevi) \| \| Zuschauer: 16.128 \| \| Schiedsrichterin: Bibiana Steinhaus ( Deutschland) \| \| Spielbericht \| | \| 10. Juli 2013 um 20:30 Uhr in Göteborg (Gamla Ullevi) \| \| Zuschauer: 16.128 \| \| Schiedsrichterin: Bibiana Steinhaus ( Deutschland) \| \| Spielbericht \| | Dänemark | Aufstellung Schweden gegen Dänemark |
| Schweden                                              | Kristin Hammarström – Sara Thunebro, Charlotte Rohlin, Nilla Fischer, Jessica Samuelsson – Antonia Göransson (63. Lisa Dahlkvist), Caroline Seger, Marie Hammarström, Josefine Öqvist (79. Sofia Jakobsson) – Lotta Schelin , Kosovare Asllani Cheftrainerin: Pia Sundhage | Stina Lykke Petersen – Mia Brogaard, Line Røddik Hansen, Christina Ørntoft, Theresa Nielsen – Sofie Junge Pedersen (46. Nadia Nadim), Katrine Pedersen , Mariann Knudsen – Johanna Rasmussen (89. Line Sigvardsen Jensen), Pernille Harder, Katrine Veje (62. Julie Rydahl Bukh) Cheftrainer: Kenneth Heiner-Møller | Dänemark | Aufstellung Schweden gegen Dänemark |
| Schweden                                              | 1:1 Fischer (35.) | 0:1 Knudsen (26.) | Dänemark | Aufstellung Schweden gegen Dänemark |
| Schweden                                              | Ørntoft (66.), Nielsen (84.) | | Dänemark | Aufstellung Schweden gegen Dänemark |
| Schweden                                              | Schelin scheitert mit Elfmeter an Petersen (67.) Asllani scheitert mit Elfmeter an Petersen (85.) | | Dänemark | Aufstellung Schweden gegen Dänemark |
| Schweden                                              | Spieler des Spiels: Stina Lykke Petersen | | Dänemark | Aufstellung Schweden gegen Dänemark |
| 10. Juli 2013 um 20:30 Uhr in Göteborg (Gamla Ullevi) | | |          |                                     |
| Zuschauer: 16.128                                     | | |          |                                     |
| Schiedsrichterin: Bibiana Steinhaus ( Deutschland)    | | |          |                                     |
| Spielbericht                                          | | |          |                                     |

## Italien – Dänemark 2:1 (0:0)
| Italien                                              | Italien | Dänemark | Dänemark | Aufstellung                        |
| ---------------------------------------------------- | --- | --- | -------- | ---------------------------------- |
| Italien                                              | \| 13. Juli 2013 um 18:00 Uhr in Halmstad (Örjans vall) \| \| Zuschauer: 2.190 \| \| Schiedsrichterin: Esther Staubli ( Schweiz) \| \| Spielbericht \| | \| 13. Juli 2013 um 18:00 Uhr in Halmstad (Örjans vall) \| \| Zuschauer: 2.190 \| \| Schiedsrichterin: Esther Staubli ( Schweiz) \| \| Spielbericht \| | Dänemark | Aufstellung Italien gegen Dänemark |
| Italien                                              | Chiara Marchitelli – Raffaella Manieri, Roberta D’Adda, Cecilia Salvai, Elisa Bartoli – Alice Parisi (58. Ilaria Mauro), Daniela Stracchi, Alessia Tuttino – Sandy Iannella (85. Giulia Domenichetti), Patrizia Panico (72. Martina Rosucci), Melania Gabbiadini Cheftrainer: Antonio Cabrini | Stina Lykke Petersen – Mia Brogaard, Line Røddik Hansen, Christina Ørntoft, Theresa Nielsen (86. Emma Madsen) – Sofie Junge Pedersen (46. Nadia Nadim), Katrine Pedersen , Mariann Knudsen – Johanna Rasmussen, Pernille Harder, Katrine Veje (65. Julie Rydahl Bukh) Cheftrainer: Kenneth Heiner-Møller | Dänemark | Aufstellung Italien gegen Dänemark |
| Italien                                              | 1:0 Gabbiadini (55.) 2:0 Mauro (60.) | 2:1 Brogaard (66.) | Dänemark | Aufstellung Italien gegen Dänemark |
| Italien                                              | Bartoli (45.+1′), Tuttino (84.), Manieri (88.) | | Dänemark | Aufstellung Italien gegen Dänemark |
| Italien                                              | Spieler des Spiels: Melania Gabbiadini | | Dänemark | Aufstellung Italien gegen Dänemark |
| 13. Juli 2013 um 18:00 Uhr in Halmstad (Örjans vall) | | |          |                                    |
| Zuschauer: 2.190                                     | | |          |                                    |
| Schiedsrichterin: Esther Staubli ( Schweiz)          | | |          |                                    |
| Spielbericht                                         | | |          |                                    |

## Finnland – Schweden 0:5 (0:3)
| Finnland                                              | Finnland | Schweden | Schweden | Aufstellung                         |
| ----------------------------------------------------- | --- | --- | -------- | ----------------------------------- |
| Finnland                                              | \| 13. Juli 2013 um 20:30 Uhr in Göteborg (Gamla Ullevi) \| \| Zuschauer: 16.414 \| \| Schiedsrichterin: Cristina Dorcioman ( Rumänien) \| \| Spielbericht \| | \| 13. Juli 2013 um 20:30 Uhr in Göteborg (Gamla Ullevi) \| \| Zuschauer: 16.414 \| \| Schiedsrichterin: Cristina Dorcioman ( Rumänien) \| \| Spielbericht \| | Schweden | Aufstellung Finnland gegen Schweden |
| Finnland                                              | Tinja-Riikka Korpela – Susanna Lehtinen, Laura Kivistö, Anna Westerlund, Tuija Hyyrynen – Emmi Alanen, Jaana Lyytikäinen (87. Natalia Kuikka), Annika Kukkonen, Nora Heroum, Marianna Tolvanen (31. Tiina Saario) – Sanna Talonen (69. Ella Vanhanen) Cheftrainer: Andrée Jeglertz ( Schweden) | Kristin Hammarström – Sara Thunebro, Charlotte Rohlin, Nilla Fischer, Lina Nilsson – Josefine Öqvist (67. Antonia Göransson), Caroline Seger, Marie Hammarström (57. Lisa Dahlkvist), Sofia Jakobsson – Lotta Schelin , Kosovare Asllani (72. Jenny Hjohlman) Cheftrainerin: Pia Sundhage | Schweden | Aufstellung Finnland gegen Schweden |
| Finnland                                              | 0:1 Fischer (15.) 0:2 Fischer (36.) 0:3 Asllani (38.) 0:4 Schelin (60.) 0:5 Schelin (87.) | | Schweden | Aufstellung Finnland gegen Schweden |
| Finnland                                              | Spieler des Spiels: Nilla Fischer | | Schweden | Aufstellung Finnland gegen Schweden |
| 13. Juli 2013 um 20:30 Uhr in Göteborg (Gamla Ullevi) | | |          |                                     |
| Zuschauer: 16.414                                     | | |          |                                     |
| Schiedsrichterin: Cristina Dorcioman ( Rumänien)      | | |          |                                     |
| Spielbericht                                          | | |          |                                     |

## Schweden – Italien 3:1 (0:0)
| Schweden                                             | Schweden | Italien | Italien | Aufstellung                        |
| ---------------------------------------------------- | --- | --- | ------- | ---------------------------------- |
| Schweden                                             | \| 16. Juli 2013 um 20:30 Uhr in Halmstad (Örjans vall) \| \| Zuschauer: 7.288 \| \| Schiedsrichterin: Katalin Kulcsár ( Ungarn) \| \| Spielbericht \| | \| 16. Juli 2013 um 20:30 Uhr in Halmstad (Örjans vall) \| \| Zuschauer: 7.288 \| \| Schiedsrichterin: Katalin Kulcsár ( Ungarn) \| \| Spielbericht \| | Italien | Aufstellung Schweden gegen Italien |
| Schweden                                             | Kristin Hammarström – Nilla Fischer, Charlotte Rohlin, Jessica Samuelsson, Sara Thunebro (79. Olivia Schough) – Lisa Dahlkvist, Marie Hammarström, Caroline Seger (64. Lina Nilsson) – Kosovare Asllani (46. Therese Sjögran), Josefine Öqvist, Lotta Schelin Cheftrainerin: Pia Sundhage | Chiara Marchitelli – Sara Gama, Raffaella Manieri, Giorgia Motta, Roberta D’Adda , Alice Parisi, Martina Rosucci – Cristiana Girelli (52. Giulia Domenichetti), Sandy Iannella, Paola Brumana (63. Melania Gabbiadini), Ilaria Mauro (63. Patrizia Panico) Cheftrainer: Antonio Cabrini | Italien | Aufstellung Schweden gegen Italien |
| Schweden                                             | 1:0 Manieri (47., Eigentor) 2:0 Schelin (49.) 3:0 Öqvist (57.) | 3:1 Gabbiadini (78.) | Italien | Aufstellung Schweden gegen Italien |
| Schweden                                             | Fischer (90.+1′) | Motta (35.), Rosucci (60.) | Italien | Aufstellung Schweden gegen Italien |
| Schweden                                             | Spieler des Spiels: Lotta Schelin | | Italien | Aufstellung Schweden gegen Italien |
| 16. Juli 2013 um 20:30 Uhr in Halmstad (Örjans vall) | | |         |                                    |
| Zuschauer: 7.288                                     | | |         |                                    |
| Schiedsrichterin: Katalin Kulcsár ( Ungarn)          | | |         |                                    |
| Spielbericht                                         | | |         |                                    |

## Dänemark – Finnland 1:1 (1:0)
| Dänemark                                              | Dänemark | Finnland | Finnland | Aufstellung                         |
| ----------------------------------------------------- | --- | --- | -------- | ----------------------------------- |
| Dänemark                                              | \| 16. Juli 2013 um 20:30 Uhr in Göteborg (Gamla Ullevi) \| \| Zuschauer: 8.360 \| \| Schiedsrichterin: Kateryna Monsul ( Ukraine) \| \| Spielbericht \| | \| 16. Juli 2013 um 20:30 Uhr in Göteborg (Gamla Ullevi) \| \| Zuschauer: 8.360 \| \| Schiedsrichterin: Kateryna Monsul ( Ukraine) \| \| Spielbericht \| | Finnland | Aufstellung Dänemark gegen Finnland |
| Dänemark                                              | Stina Lykke Petersen – Mia Brogaard, Line Røddik Hansen, Theresa Nielsen, Christina Ørntoft, Cecilie Sandvej – Pernille Harder (85. Karoline Smidt Nielsen), Mariann Gajhede Knudsen, Katrine Pedersen , Julie Rydahl Bukh (64. Johanna Rasmussen) – Nadia Nadim (64. Nanna Christiansen) Cheftrainer: Kenneth Heiner-Møller | Minna Meriluoto – Tuija Hyyrynen, Susanna Lehtinen (46. Natalia Kuikka), Laura Kivistö (79. Heidi Kivelä), Katri Nokso-Koivisto, Anna Westerlund – Tiina Saario, Annika Kukkonen, Emmi Alanen, Nora Heroum (69. Sanna Talonen), Annica Sjölund Cheftrainer: Andrée Jeglertz ( Schweden) | Finnland | Aufstellung Dänemark gegen Finnland |
| Dänemark                                              | 1:0 Brogaard (29.) | 1:1 Sjölund (87.) | Finnland | Aufstellung Dänemark gegen Finnland |
| Dänemark                                              | Sandvej (52.) | Kukkonen (90.) | Finnland | Aufstellung Dänemark gegen Finnland |
| Dänemark                                              | Spieler des Spiels: Katrine Pedersen | | Finnland | Aufstellung Dänemark gegen Finnland |
| 16. Juli 2013 um 20:30 Uhr in Göteborg (Gamla Ullevi) | | |          |                                     |
| Zuschauer: 8.360                                      | | |          |                                     |
| Schiedsrichterin: Kateryna Monsul ( Ukraine)          | | |          |                                     |
| Spielbericht                                          | | |          |                                     |